# Macrojoppa tricincta
Macrojoppa tricincta är en stekelart som först beskrevs av Cresson 1865.  Macrojoppa tricincta ingår i släktet Macrojoppa och familjen brokparasitsteklar. Inga underarter finns listade i Catalogue of Life.